# Belgrave Ninnis (explorateur)
Pour les articles homonymes, voir Belgrave Ninnis.
Belgrave Ninnis, né le 1er septembre 1837 à Londres et mort le 18 juin 1922 à Streatham, est un chirurgien de la Royal Navy et explorateur britannique de l'Australie et de l'Arctique.
Il participe notamment à l'expédition Arctique britannique (1875-1876) de George Nares.
Père de l'explorateur Belgrave Edward Sutton Ninnis, il est également franc-maçon.